# Opopónaco
O opopónaco é uma gomorresina obtida pela dessecação da seiva que escorre das incisões efectuadas no colo da raiz do Opoponax chironium, uma planta umbelífera que cresce nas encostas de El Piul de Rivas, na Serra Morena e noutras partes da Espanha e no Oriente.